# Wikimedianer des Jahres
Wikimedianer des Jahres ist eine jährlich vergebene Auszeichnung, mit der Wikipedia-Autoren und Beitragende zu anderen Wikimedia-Projekten geehrt und besondere Leistungen innerhalb der Wikimedia-Bewegung auszeichnet werden. Der Preis wurde erstmals im August 2011 von Wikipedia-Mitbegründer Jimmy Wales ausgerufen, der die Preisträger während der Wikimania auszeichnet, einer jährlichen Konferenz der Wikimedia Foundation. Von 2011 bis 2017 trug der Preis die Bezeichnung Wikipedianer des Jahres.
2011 wurde der erste Titel an Rauan Kenzhekhanuly, einen kasachischen Unternehmer, für „seine Arbeit für eine starke kasachischsprachige Wikipedia“ verliehen. Im folgenden Jahr ging der Preis an den Wikipedia-Benutzer „Demmy“ für das Erstellen eines Bots, der 15.000 kurze englischsprachige Artikel in Yoruba, eine in Nigeria gesprochene Sprache, übersetzt hat. 2013 wurde Rémi Mathis der Wikimedia Frankreich und der französischsprachigen Wikipedia für seinen Einsatz bei Artikelkontroversen ausgezeichnet, und 2014 wurde der Preis posthum an den ukrainischen Journalist Ihor Kostenko verliehen, der die ukrainischsprachige Wikipedia in sozialen Netzwerken beworben hatte und während eines Protestes getötet wurde.
Wales zeichnete 2015 eine nicht namentlich genannte Person aus, in der Hoffnung, dass sie irgendwann ihre Geschichte erzählen können würde. 2016 wurde der Preis erstmals an zwei Personen gemeinschaftlich verliehen: Er ging an Emily Temple-Wood und Rosie Stephenson-Goodknight für ihren Einsatz gegen Belästigung auf Wikipedia und für mehr Artikel über Frauen. Weitere Preisträger waren Felix Nartey, Farhad Fatkullin und Emna Mizouni.
Zusätzlich zur Hauptauszeichnung wurden 2015 Susanna Mkrtchyan und Satdeep Gill als Erste lobend erwähnt. Seit 2021 gibt es als weitere Auszeichnungen den/die „Wikimedia Laureate“, „Newcomer of the Year“, „Media Contributor of the Year“, und „Tech Contributor of the Year“. 2024 wurde zum ersten Mal eine „Functionary of the Year“ (für Inhaber einer gewählten Funktion in einem Wikimedia-Projekt) prämiert.

## Liste der Preisträger
| Jahr | Bild | Empfänger                   | Hauptprojekt                             | Begründung | Quellen                     |
| ---- | --- | --------------------------- | ---------------------------------------- | --- | --------------------------- |
| 2025 | | Robert Sim                  | Englischsprachige Wikipedia              | Sim mit dem Benutzernamen Robertsky verbessert Inhalte rund um Singapur und half 2023 bei der Gründung der User Group in Singapur mit. Im gleichen Jahr fand die Wikimania in Singapur statt, die von ihm mitorganisiert wurde. | [ 1 ]                       |
| 2024 | | Hannah Clover               | Englischsprachige Wikipedia              | Clover mit dem Benutzernamen Clovermoss ist als Autorin und Administratorin hochaktiv und engagiert sich als Mentorin für neue Benutzer und für solche, die genug Erfahrung haben, um als Admin zu kandidieren. Besondere Aufmerksamkeit hat ihr Projekt Editor reflections erreicht, eine Sammlung von subjektiven Erfahrungen sehr vieler User. | [ 2 ]                       |
| 2023 | | Taufik Rosman               | Wikidata, Malaiischsprachiges Wiktionary | Rosman mit dem Benutzernamen Tofeiku begann schon im Alter von 8 Jahren in der Wikipedia mitzuarbeiten und bemüht sich seither besonders um die malayische Sprachversion. | [ 3 ]                       |
| 2022 | | Olga Paredes                | Spanischsprachige Wikipedia              | Paredes leitet mehrere Gruppen der bolivianischen Wikipedia, darunter „Wikimujeres“ und „Wikimedistas de Bolivia“. Sie ermutigt insbesondere mehr Frauen, sich an Wikimedia-Projekten zu beteiligen. | [ 4 ] [ 5 ]                 |
| 2021 | | Alaa Najjar                 | Arabischsprachige Wikipedia              | Najjar wurde für seine Arbeit an der arabischsprachigen Wikipedia und an medizinischen Themen, insbesondere um COVID-19, geehrt. | [ 6 ] [ 7 ]                 |
| 2020 | | Sandister Tei               | Englischsprachige Wikipedia              | Tei beteiligte sich an Wikipedia-Artikeln über die COVID-19-Pandemie in Ghana. | [ 8 ]                       |
| 2019 | A woman with black and little orange medium hair in a dark blue and white top and smiling in front of a camera. | Emna Mizouni                | Arabischsprachige Wikipedia              | 2013 gründete Mizouni mit anderen „Carthagina“. Sie begann ihre Mitarbeit bei Wikimedia-Projekten mit ihrer Beteiligung an Wiki Loves Monuments 2013. Sie half mehrere Wikimedia-Konferenzen zu organisieren, darunter die erste WikiArabia-Konferenz, und war Co-Vorsitzende des Programmkomitees der Wikimania 2018. Im Jahr 2016 trat sie dem Affiliations Committee bei und wurde 2018 dessen Vize-Vorsitzende. | [ 9 ]                       |
| 2018 | A man wearing a blue shirt and smiling.                                                                         | Farhad Fatkullin            | Tatarischsprachige Wikipedia             | Im Jahr 2009 trat Fatkullin der Wikimedia Foundation bei. Er beschreibt sich selbst als „verliebt in die tatarische Wikipedia“. Seit 2015 trägt Fatkullin zur Wikipedia über russische Dialekte bei, darunter auch die tatarische Sprache. | [ 10 ]                      |
| 2017 | A black man with short hair smiling.                                                                            | Felix Nartey                | Englischsprachige Wikipedia              | Nartey erhielt die Auszeichnung für das Hinzufügen von Inhalten über sein Heimatland Ghana und die Leitung mehrerer Initiativen zur Förderung der Bedeutung der Bearbeitung von Wikipedia. In seiner Widmung erwähnte Wales, dass Nartey eine führende Rolle bei der Organisation der 2. Wiki-Indaba-Konferenz 2017 in Accra gespielt hat und maßgeblich am Aufbau der lokalen Gemeinschaften in Afrika beteiligt war. | [ 11 ]                      |
| 2016 | A woman wearing aquamarine top and smiling.                                                                     | Emily Temple-Wood           | Englischsprachige Wikipedia              | Der Preis wurde erstmals zwei Empfängerinnen für ihren Kampf gegen Belästigungen auf Wikipedia und für ihren Einsatz zu mehr Wikipediaartikel über Frauen verliehen. Temple-Wood hatte fast 400 Artikel zu Frauen in der Wissenschaft erstellt und Hunderte weitere verbessert. Stephenson-Goodknight hatte über 3.000 Artikel verbessert, einen Bereich zur Begrüßung neuer Autoren mitbegestaltet und Frauenprojekte mitbegründet, darunter die „WikiWomen’s User Group“, „WikiProject Women“ und die Kampagne „Women in Red“. | [ 12 ] [ 13 ] [ 14 ] [ 15 ] |
| 2016 | A woman wearing a black top and earring and smiling.                                                            | Rosie Stephenson-Goodknight | Englischsprachige Wikipedia              | Der Preis wurde erstmals zwei Empfängerinnen für ihren Kampf gegen Belästigungen auf Wikipedia und für ihren Einsatz zu mehr Wikipediaartikel über Frauen verliehen. Temple-Wood hatte fast 400 Artikel zu Frauen in der Wissenschaft erstellt und Hunderte weitere verbessert. Stephenson-Goodknight hatte über 3.000 Artikel verbessert, einen Bereich zur Begrüßung neuer Autoren mitbegestaltet und Frauenprojekte mitbegründet, darunter die „WikiWomen’s User Group“, „WikiProject Women“ und die Kampagne „Women in Red“. | [ 12 ] [ 13 ] [ 14 ] [ 15 ] |
| 2015 | – | nicht veröffentlicht        |                                          | Wales benannte einen anonymen Autor mit der Hoffnung, dass er eines Tages die Gründe der Verleihung veröffentlichen kann, ohne den Preisträger zu gefährden. | [ 16 ]                      |
| 2014 | A man wearing an orange with blue stripes jersey.                                                               | Ihor Kostenko               | Ukrainischsprachige Wikipedia            | Kostenko, ein Euromaidan-Aktivist, war Autor der ukrainischsprachigen Wikipedia und bewarb Wikipedia auf Social-Media-Kanälen. Während eines Protestes am 20. Februar 2014 wurde er getötet und erhielt den Preis posthum. | [ 17 ] [ 18 ]               |
| 2013 | A man with short hair in a black coat wearing glasses.                                                          | Rémi Mathis                 | Französischsprachige Wikipedia           | Mathis, ein Vorsitzender der Wikimedia Frankreich und französischer Wikipedia-Administrator, erhielt diese Ehrung für seinen Einsatz in den Auseinandersetzungen zum französischsprachigen Wikipedia-Artikel über die Militärische Funkstation Pierre-sur-Haute. | [ 19 ] [ 20 ]               |
| 2012 | – | „Demmy“                     | Yorubasprachige Wikipedia                | „Demmy“ entwickelte einen Bot zur Übersetzung von 15.000 kurzen englischsprachigen Artikeln in Yoruba, einer in Nigeria gesprochenen Sprache. |                             |
| 2011 | Ein lächelnder Mann mit einem gepunkteten Hemd und kurzen Haaren.                                               | Rauan Kenzhekhanuly         | Kasachischsprachige Wikipedia            | Kenzhekhanuly warb eine beständige Gemeinschaft an Autoren an, um die kasachischsprachige Wikipedia zu verbessern. In einem Jahr wuchs die Anzahl der aktiven Autoren von 4 auf über 200 und die Anzahl der Artikel von 7.000 auf 130.000. Wales wurde von anderen Wikipedianern für die Verleihung kritisiert, weil Kenzhekhanuly Verbindungen zur kasachischen Regierung hatte. Wales erklärte 2015 auf Reddit, dass ihm Kenzhekhanulys vorherige Positionen in der Regierung nicht bekannt gewesen seien. Er ergänzte, dass Kenzhekhanuly den Preis nicht bekommen hätte, wenn ihm bekannt gewesen wäre, dass Kenzhekhanuly sich weiter als stellvertretender Präsident eines kasachischen Gebiets zur Wahl gestellt hatte. | [ 22 ] [ 23 ]               |

## Ehrenvolle Erwähnungen
| Jahr | Bild                                                                    | Empfänger         | Hauptprojekt                                         | Begründung | Quellen              |
| ---- | ----------------------------------------------------------------------- | ----------------- | ---------------------------------------------------- | --- | -------------------- |
| 2025 |                                                                         | Nitesh Gill       | Panjabisprachige Wikipedia                           | Gill ist eine der aktivsten Wikipedianerinnen auf Panjabi und hat dazu beigetragen, dass diese Sprachversionen mehr Artikel über Frauen hat als über andere Gender. | [ 1 ]                |
| 2025 |                                                                         | Ammarpad          | Englischsprachige Wikipedia/Hausasprachige Wikipedia | Neben englischen Artikeln über Nigeria ist er in seiner Muttersprache Hausa aktiv und ist dort Administrator. | [ 1 ]                |
| 2024 |                                                                         | Gu Eun-ae         | Koreanischsprachige Wikipedia                        | Gu mit dem Benutzernamen Motoko C. K. ist Direktorin des koreanischen Wikimedia-Chapters, welches sich im Movement durch Jugend- und Diversitätsförderung ausgezeichnet hat. | [ 2 ]                |
| 2023 |                                                                         | Anton Protsiuk    | Ukrainischsprachige Wikipedia                        | Protsiuk arbeitet für Wikimedia Ukraine als Programmkoordinator. Seine freiwilligen und beruflichen Beiträge zum Projekt unter Kriegsbedingungen sind eine Inspiration für das ganze Movement. | [ 3 ]                |
| 2022 |                                                                         | Anna Torres       | Spanischsprachige Wikipedia                          | Torres ist die Geschäftsführerin von Wikimedia Argentinien. Ihre Anerkennung in der Kategorie „Ehrenvolle Erwähnungen“ erhielt sie für ihre Bemühungen, ein internationales Unterstützungsnetzwerk aufzubauen und die Wikipedia-Communities in ganz Lateinamerika zu erweitern. Sie war führend an der „Wikimedia Movement Strategy 2030“ beteiligt. | [ 24 ]               |
| 2021 | Eine lächelnde Frau.                                                    | Netha Hussain     | Englischsprachige und malayalamsprachige Wikipedia   | Hussain ist eine aus Indien stammende Ärztin. Sie hat wertvolle Beiträge zu medizinischen Themen auf Wikimedia-Projekten geleistet, besonders zu COVID-19. Außerdem startete sie das Vaccine Safety Project, um auf Falschinformationen rund um den SARS-CoV-2-Impfstoff aufmerksam zu machen.                                                       | [ 25 ]               |
| 2021 | Eine lächelnde Frau auf einem Stuhl hinter einem Laptop.                | Carmen Alcázar    | Spanischsprachige Wikipedia                          | Alcázar engagiert sich seit zehn Jahren für die spanischsprachige Wikipedia und ist Präsidentin der Wikimedia Mexiko. Sie setzt sich seit Jahren für die Reduzierung der Gender-Gap innerhalb der Wikipedia ein. | [ 26 ]               |
| 2018 | Ein Mann mit Brille.                                                    | Nahid Sultan      | Banglaischsprachige Wikipedia                        | Sultan ist ein aktiver Autor der Wikimedia Bangladesh. | [ 27 ] [ 28 ]        |
| 2018 | Eine lächelnde Frau in weißem Sweatshirt mit Brille.                    | Jess Wade         | Englischsprachige Wikipedia                          | Wade ist eine Physikerin, die sich jahrelang dafür einsetzte, Wikipediaartikel über Wissenschaftler und Ingenieure zu verfassen, die Frauen und People of Color besser repräsentieren. Bis Februar 2020 hatte sie über 900 neue Artikel erstellt. | [ 29 ] [ 30 ] [ 31 ] |
| 2017 | –                                                                       | Diego Gómez       | –                                                    | Diego Gómez ist ein kolumbianischer Student, der eine wissenschaftliche Arbeit im Internet teilte und daraufhin aufgrund von Urheberrechtsverletzungen verfolgt wurde. Später wurde er freigesprochen. | [ 32 ] [ 33 ]        |
| 2016 | Ein Mann mit Pullover.                                                  | Mardetanha        | Persischsprachige Wikipedia                          | Mardetanha erstellte die persischsprachige Version der „Wikipedia Library“, über die Autoren Zugang zu verschiedenen ansonsten kostenpflichtigen Quellen zur Artikelarbeit finden können. Drei Verlage haben darüber Zugänge für Autoren zu ihren Datenbanken ermöglicht.                                                                            | [ 34 ]               |
| 2016 | Eine lächelnde Frau mit einer Halskette und Brille.                     | Vassia Atanassova | Bulgarischsprachige Wikipedia                        | Atanassova etablierte den Wettbewerb „#100wikidays“, welcher Autoren dazu aufforderte, während eines Zeitraums von 100 Tagen jeweils einen Artikel pro Tag zu erstellen. Über 120 Autoren hatten an diesem Wettbewerb teilgenommen und ein Drittel hatten die Aufgabe erfüllt.                                                                       | [ 34 ]               |
| 2015 | Eie Frau mit kurzen Haaren und einem schwarzen Top mit weißem Aufdruck. | Susanna Mkrtchyan | Armenischsprachige Wikipedia                         | Mkrtchyan, ein Mitglied des Board of Directors der Wikimedia Armenien. Sie wurde für ihr Engagement außerhalb der Wikipedia ausgezeichnet. Dazu gehören beispielsweise „One Armenian – One Article“, eine Kampagne und Jugendcamp zum Anwerben von neuen Autoren in Armenien.                                                                        | [ 35 ]               |
| 2015 | Ein Mann mit blauem Shirt und kurzem Bart.                              | Satdeep Gill      | Panjabisprachige Wikipedia                           | Gill ist ein indischer Autor der panjabisprachigen Wikipedia. Der Preis wurde ihm verliehen, da er Menschen an seiner Universität dazu ermutigen konnte, die punjabisprachige Wikipedia zu bearbeiten, wodurch diese zur am schnellsten wachsenden indoarischsprachigen Wikipedia jenes Jahres wurde.                                                | [ 16 ]               |

## Wikimedia Laureate
| Jahr | Bild | Empfänger             | Hauptprojekt                                              | Begründung | Quellen |
| ---- | ---- | --------------------- | --------------------------------------------------------- | --- | ------- |
| 2025 |      | Risker                | Englischsprachige Wikipedia                               | Risker stieß 2005 aufgrund des Artikels über James Blunt zur Wikipedia und hat sich seither stark für in der Wikimedia-Bewegung engagiert.                                  | [ 1 ]   |
| 2024 |      | Martin (DerHexer)     | Deutschsprachige Wikipedia, Metawiki                      | DerHexer ist neben anderen Rollen der dienstälteste Steward der Wikimedia-Projekte.                                                                                         | [ 2 ]   |
| 2023 |      | Siobhan Leachman      | Englischsprachige Wikipedia                               | Leachman schreibt über die Biologie Neuseelands und Wissenschaftlerinnen auf diesem Gebiet.                                                                                 | [ 3 ]   |
| 2022 |      | Andrew Lih, Deror Lin | Englischsprachige Wikipedia, Hebräischsprachige Wikipedia | Lih hat sich als einer der ersten Wissenschaftler mit der Wikipedia beschäftigt. Lin hat eine Reihe von Wikimanias organisiert.                                             | [ 5 ]   |
| 2021 |      | Lodewijk Gelauff      | Wiki Loves Monuments                                      | Gelauff wurde zu seinem 20-jährigen Jubiläum in den Wikimedia-Projekten unter anderem für die Gründung und langjährige Organisation von Wiki Loves Monuments ausgezeichnet. | [ 7 ]   |

## Newcomer of the Year
| Jahr | Bild | Empfänger               | Hauptprojekt                                                         | Begründung | Quellen |
| ---- | ---- | ----------------------- | -------------------------------------------------------------------- | --- | ------- |
| 2025 |      | Konan N’Da N’Dri        | Französischsprachige Wikipedia                                       | N’da N’dri mit dem Benutzernamen Dadrik ist seit 2023 aktiv und hat in kurzer Zeit über 19'000 Edits in verschiedenen Projekten beigesteuert. Er ist aktives Mitglied von Wikimedia Côte d’Ivoire. | [ 1 ]   |
| 2024 |      | Wayuu-Community         | Wikipedia in der Sprache der Wayuu                                   | Die Wayuu sind eine indigene Gruppe auf der Guajira-Halbinsel in Kolumbien und Venezuela. Leonardi Fernández initiierte deren Sprachversion, die seit Februar 2023 aktiv ist.                      | [ 2 ]   |
| 2023 |      | Eugene Ormandy          | Japanischsprachige Wikipedia                                         | | [ 3 ]   |
| 2022 |      | Nkem Osuigwe            | Englischsprachige Wikipedia                                          | Dr. Osuigwe sorgte für eine Partnerschaft der Wikipedia mit African Library and Information Associations & Institutions.                                                                           | [ 5 ]   |
| 2021 |      | Carma “Citra” Citrawati | Balinesische Wikipedia und WikiPustaka = WikiSource im Balinesischen | | [ 7 ]   |

## Media Contributor of the Year
| Jahr | Bild | Empfänger         | Hauptprojekt                                      | Begründung | Quellen |
| ---- | ---- | ----------------- | ------------------------------------------------- | --- | ------- |
| 2025 |      | Vera de Kok       | Wikimedia Commons und Wikidata                    | De Kok mit dem Benutzernamen 1Veertje hat seit 2010 mehr als 86'000 Dateien hochgeladen, darunter viele hochwertige eigene Fotos sowie zehntausende Aufnahmen aus anderen Quellen. | [ 1 ]   |
| 2024 |      | Caner Özyayıkçı   | Wikimedia Commons und Türkischsprachige Wikipedia | Özyayıkçı mit dem Benutzernamen Kurmanbek arbeitet in mehreren Projekten seiner Sprache und setzt auch seine Fähigkeiten als Grafikdesigner für das Projekt ein.                   | [ 2 ]   |
| 2023 |      | Pax Ahimsa Gethen | Wikimedia Commons und Englischsprachige Wikipedia | Gethen mit dem Benutzernamen Funcrunch konzentriert sich auf Fotos und Artikel um LGBTIQ+.                                                                                         | [ 3 ]   |
| 2022 |      | Annie Rauwerda    | Depths of Wikipedia                               | Rauwerda postet Screenshots der Wikipedia an ihre 1,5 Millionen Follower auf Instagram.                                                                                            | [ 5 ]   |
| 2021 |      | Ananya Mondal     | Wikimedia Commons                                 | Initiatorin des Programms meta:Wiki Loves Butterfly. | [ 7 ]   |

## Tech Contributor of the Year
| Jahr | Bild | Empfänger      | Hauptprojekt | Begründung                                                                                                  | Quellen |
| ---- | ---- | -------------- | ------------ | --- | ------- |
| 2025 |      | Eugene233      |              | Mentor bei Wiki Mentor Africa, wo er mithilft, technisches Know-how in Afrika zu vermitteln                 | [ 1 ]   |
| 2024 |      | Siddharth VP   |              | Mediawiki-Core-Entwickler, verantwortlich u. a. für das Draft-Submission Interface der englischen Wikipedia | [ 2 ]   |
| 2023 |      | Zabe           |              | Spezialist für Checkuser-Code und CentralAuth                                                               | [ 3 ]   |
| 2022 |      | Taavi Väänänen |              | Wikimedia Cloud Services                                                                                    | [ 5 ]   |
| 2021 |      | Jay Prakash    |              | Initiator eines regelmäßigen Treffens indischer MediaWiki-Programmierer                                     | [ 7 ]   |

## Functionary of the Year
| Jahr | Bild | Empfänger    | Hauptprojekt                  | Begründung                                                                        | Quellen |
| ---- | ---- | ------------ | ----------------------------- | --------------------------------------------------------------------------------- | ------- |
| 2025 |      | AramilFeraxa | Polnischsprachige Wikipedia   | Administrator und Checkuser der polnischen Wikipedia sowie Wikimedia-Steward      | [ 1 ]   |
| 2024 |      | Vira Motorko | Ukrainischsprachige Wikipedia | Motorko mit dem Benutzernamen Ата ist Administratorin der ukrainischen Wikipedia. | [ 2 ]   |